# 29. století př. n. l.

## Události
- 2900–2334 př. n. l. – Mezopotámské války Raně dynastického období.
- cca 2900–2600 př. n. l. – Byly vytesány Votivní sochy, Eshnunna (nynější Tell Ashmar, Irák). Nyní v Orientálním institutu Chicagské University, Irácké museum, Bagdád.

- 2890 př. n. l. – Egypt: Zemřel faraon Qa'a. Konec první dynastie, začátek druhé dynastie. Začal vládnout faraon Hetepsechemuej.
- 2832 př. n. l. – Odhadované datum narození Metuzaléma.
- cca (2874 př. n. l.?) – ve Starověkém Egyptě byl zaveden 365denní rok s pevnými lunárními měsíci o 30 dnech + 5 dní .[1]
- Ur se stává jedním z nejbohatších měst v Sumeru .[2]

## Významné osobnosti
- Fu Hsi, legendární vládce Číny (obvykle datován do let: 2852–2738 př. n. l.).